# Лизофосфатидилхолинацилтрансфераза
Лизофосфатидилхолинацилтрансфераза (LPCAT) — фермент ацилтрансфераза, переносящий ацильную группу на лизофосфатидилхолин и образуя, таким образом, фосфатидилхолин.

## Структура и локализация
Молекула белка состоит из 534 аминокислот, молекулярная масса — около 60 кДа. Является трансмембранным белком, который локализуется в основном на мембране эндоплазматического ретикулюма. Небольшой N-терминальный конец (1-57) расположен в цитоплазме. Содержит единственный трансмембранный фрагмент (58-78). Основная C-терминальная часть молекулы (79-534) обращена в люминальный просвет эндоплазматического ретикулюма и именно она содержит каталитический центр (135-140). Каталитический центр ацилтрасфераз содержит характерный мотив H-Х4-D. Каталитический центр LPCAT: (135)H-S-S-Y-F-D(140). 
В организме лёгкие являются органом, наиболее богатым LPCAT. 

## Каталитическая активность и функции
LPCAT обладает как ацилтрансферазной, так и ацетилтрасферазной активностями. Активность фермента является кальций-зависимой.  Опосредует превращение 1-ацил-sn-глицеро-3-фосфохолина в фосфатидилхолин. Фермент обладает преимущественной специфичностью по отношению к насыщенным ацил-Коферментам А как донорам ацильной группы и 1-миристоил- или 1-пальмитоил-лизофосфатидилхолину как акцептору ацила. Участвует в синтезе фосфатидилхолина в лёгочном сурфактанте и, таким образом,  играет важную роль в физиологии лёгких. LPCAT синтезирует фактор активации тромбоцитов из лизофосфатидилхолина и ацетил-Кофермента A.

### Реакции
Лизофосфатидилхолинацилтрансфераза катализурует следующие реакции:
```
Ацил-CoA + 1-ацил-
sn
-глицеро-3-фосфохолин → CoA + 1,2-диацил-sn-глицеро-3-фосфохолин.
```

```
Ацетил-CoA + 1-алкил-
sn
-глицеро-3-фосфохолин → CoA + 2-ацетил-1-алкил-sn-глицеро-3-фосфохолин.
```

## Физиология лёгких
Лёгочный сурфактант обеспечивает стабилизацию альвеолярной поверхности и предотвращает их слипание. Около 50% сурфактанта — это фосфолипид дипальмитоилфосфатидилхолин (DPPC). Таким образом, он является одним из основных составных частей сурфактанта. Около 55-75% DPPC синтезируется при участии LPCAT. LPCAT играет ключевую роль в эмбриональном развитии лёгких. При развитии плода в определённый момент экспрессия этой трансферазы в лёгочных пневмоцитах (альвеолоцитах) II типа резко повышается, что жизненно необходимо для образования сурфактанта. Даже относительно небольшое (30%) снижение активности LPCAT приводит у мышей к смерти при рождении из-за неполного раскрытия лёгких.